# 229723 Marcoludwig
229723 Marcoludwig è un asteroide della fascia principale. Scoperto nel 2007, presenta un'orbita caratterizzata da un semiasse maggiore pari a 2,8117204 au e da un'eccentricità di 0,0592794, inclinata di 3,88271° rispetto all'eclittica.